# Ярошенко, Анатолий Иванович
Анатолий Иванович Ярошенко (20 января 1937, Краснополье, Харьковская область — 8 июля 2025, Красноярск) — российский политический деятель. Депутат Государственной думы РФ первого и второго созывов.

## Биография
Избирался депутатом сельского[где?], районного[где?] и Красноярского краевого Советов народных депутатов; в 1990 г. был избран народным депутатом РСФСР, был членом Верховного Совета РСФСР, членом Комитета по социальному развитию села, аграрным вопросам и продовольствию Верховного Совета РСФСР.

### Депутат Госдумы
В Государственной Думе первого созыва был членом Комитета по обороне, входил в состав Аграрной фракции.

### Семья
Был женат, имел сына и дочь.
Умер 8 июля 2025 года в возрасте 88 лет. Похоронен на кладбище посёлка Элита Емельяновского района.